# Калбертсон (Монтана)
Калбертсон (англ. Culbertson) — місто (англ. town) в США, в окрузі Рузвельт штату Монтана. Населення — 753 особи (2020).

## Географія
Калбертсон розташований за координатами 48°8′50″ пн. ш. 104°30′55″ зх. д. / 48.14722° пн. ш. 104.51528° зх. д. (48.147265, -104.515262).  За даними Бюро перепису населення США в 2010 році місто мало площу 1,55 км², уся площа — суходіл. В 2017 році площа становила 1,34 км², уся площа — суходіл.

### Клімат
Місто знаходиться у зоні, котра характеризується кліматом тропічних степів. Найтепліший місяць — липень із середньою температурою 21 °C (69.8 °F). Найхолодніший місяць — січень, із середньою температурою -12.4 °С (9.7 °F).
| Клімат Калбертсона      | Клімат Калбертсона | Клімат Калбертсона | Клімат Калбертсона | Клімат Калбертсона | Клімат Калбертсона | Клімат Калбертсона | Клімат Калбертсона | Клімат Калбертсона | Клімат Калбертсона | Клімат Калбертсона | Клімат Калбертсона | Клімат Калбертсона | Клімат Калбертсона |
| Показник                | Січ.               | Лют.               | Бер.               | Квіт.              | Трав.              | Черв.              | Лип.               | Серп.              | Вер.               | Жовт.              | Лист.              | Груд.              | Рік                |
| Абсолютний максимум, °C | 16,1               | 20,6               | 27,2               | 34,4               | 39,4               | 42,8               | 45                 | 42,8               | 40,6               | 35,6               | 26,7               | 18,9               | 45                 |
| Середній максимум, °C   | −5,9               | −2,6               | 4,4                | 14,4               | 20,9               | 25,2               | 29,8               | 29,2               | 22,6               | 15,3               | 4,5                | −2,8               | 12,9               |
| Середня температура, °C | −12,4              | −9,2               | −2,3               | 6,4                | 12,7               | 17,3               | 21                 | 20                 | 13,8               | 7,1                | −2,1               | −9,1               | 5,3                |
| Середній мінімум, °C    | −18,9              | −15,8              | −9                 | −1,7               | 4,4                | 9,4                | 12,2               | 10,8               | 5,1                | −1                 | −8,7               | −15,4              | −2,4               |
| Абсолютний мінімум, °C  | −45,6              | −49,4              | −36,7              | −24,4              | −13,3              | −3,3               | −0,6               | −3,9               | −11,7              | −22,2              | −35                | −44,4              | −49,4              |
| Норма опадів, мм        | 9                  | 7                  | 11                 | 25                 | 51                 | 76                 | 54                 | 37                 | 32                 | 21                 | 11                 | 9                  | 342                |
| Днів з опадами          | 4                  | 3                  | 4                  | 5                  | 9                  | 10                 | 8                  | 6                  | 5                  | 4                  | 4                  | 4                  | 66                 |
| ----------------------- | ------------------ | ------------------ | ------------------ | ------------------ | ------------------ | ------------------ | ------------------ | ------------------ | ------------------ | ------------------ | ------------------ | ------------------ | ------------------ |
| Джерело: Weatherbase    |                    |                    |                    |                    |                    |                    |                    |                    |                    |                    |                    |                    |                    |

## Демографія
Згідно з переписом 2010 року, у місті мешкало 714 осіб у 296 домогосподарствах у складі 191 родини. Густота населення становила 460 осіб/км².  Було 336 помешкань (216/км²).
Расовий склад населення:
| - 88,9 % — білих - 6,3 % — корінних американців - 0,3 % — чорних або афроамериканців - 0,1 % — азіатів - 1,0 % — осіб інших рас |

До двох чи більше рас належало 3,4 %. Частка іспаномовних становила 1,7 % від усіх жителів.
За віковим діапазоном населення розподілялося таким чином: 23,2 % — особи молодші 18 років, 58,2 % — особи у віці 18—64 років, 18,6 % — особи у віці 65 років та старші. Медіана віку мешканця становила 43,0 року. На 100 осіб жіночої статі у місті припадало 104,6 чоловіків;  на 100 жінок у віці від 18 років та старших — 96,4 чоловіків також старших 18 років.
Середній дохід на одне домашнє господарство  становив 74 320 доларів США (медіана — 64 167), а середній дохід на одну сім'ю — 100 205 доларів (медіана — 87 917). Медіана доходів становила 59 750 доларів для чоловіків та 34 191 долар для жінок. За межею бідності перебувало 7,8 % осіб, у тому числі 10,7 % дітей у віці до 18 років та 1,4 % осіб у віці 65 років та старших.
Цивільне працевлаштоване населення становило 351 осіб. Основні галузі зайнятості: освіта, охорона здоров'я та соціальна допомога — 28,2 %, будівництво — 14,8 %, транспорт — 11,7 %, роздрібна торгівля — 10,8 %.